# Elektronenemission
Elektronenemission bezeichnet den Prozess des Aussendens von Elektronen aus einem Material. Für ihre Entstehung beim Zerfall von Neutronen siehe Betazerfall.
Die Elektronen können entweder als Sekundärelektronen oder durch hohe elektrische Feldstärken (→Feldemission) oder hohe Temperaturen (→Thermische Emission oder Edison-Richardson-Effekt) aus der Elektronenhülle freigesetzt werden. Letzteres wird bei Glühkathoden angewendet. Zusätzlich gibt es noch die Fotoemission durch Photomultiplier.
Sekundärelektronen entstehen durch den äußeren photoelektrischen Effekt oder durch den Einschlag von Teilchen, insbesondere Ionen (in der Glimmentladung von Kaltkathodenlampen) oder (Primär) Elektronen. Letzteres geschieht im Sekundärelektronenvervielfacher mehrfach hintereinander, weswegen man diesen zur Signalverstärkung nutzen kann. Im Rasterelektronenmikroskop wird der Effekt zur Bildgebung benutzt.

Sekundärelektronenemission tritt in gewöhnlichen Elektronenröhren an der Anode bzw. an stark positiven Elektroden auf und ist hier unerwünscht.